# Левенвольде, Казимир Карлович
Барон Казимир Карлович Лёвенвольде (Joachim Diderich Kazimir von Löwenwolde) (1780—1805) — происходит из древнего лифляндского рода Лёвенвольде (дом Лугден), известного в Прибалтике с XIII века. В битве под Аустерлицем участвовал в рядах 3-го эскадрона Кавалергардского полка в знаменитой атаке кавалергардов, ценой своих жизней спасших гвардейскую пехоту, и умер от ран в возрасте 25 лет на следующий день после этого сражения.

## Биография
Родился в Раппине 27 июля 1780 г. Умер на следующий день после битвы под Аустерлицем 20 ноября 1805 г., где был смертельно ранен. Женат не был.
Родной племянник графа Петра Алексеевича Палена.
Младший брат Карла Карловича Левенвольде, который в Бородинском сражении командовал Кавалергардским полком и погиб, возглавив по личному приказу М. Б. Барклая-де-Толли атаку на французскую кавалерию, захватившую Курганную батарею и прорвавшую русский правый фланг.
Как сказано в Сборнике биографий кавалергардов, «оба брата Левенвольде, достойные представители нашего Балтийского дворянства, нашли смерть на поле сражения, защищая, в рядах кавалергардов, честь и достояние своего отечества — России».
Согласно послужному списку, в службе с 1790 года квартирмейстером в Конной гвардии, в 1795 года вахмистром; 22 января (2 февраля) 1797 г. выпущен корнетом в Рижский кирасирский полк; в 1798 г. переведён в новосформированный Кирасирский Неплюева полк, где в том же году поручиком; по расформированию этого полка переведён, 6 (18) марта 1800 г., в Стародубовский (Воинова) кирасирский полк; 15 (27) мая 1801 г. переведён тем же чином в кавалергарды; в 1802 году произведён штаб-ротмистром, в 1805 году ротмистром.